# Јерменски тепих
Термин јерменски тепих означава, али није ограничено на, чупаве простирке или ћилиме са чворовима које су ткали у Јерменији или Јермени од прехришћанских времена до данас. Такође укључује низ равних тканих текстила. Термин покрива велики избор типова и подврста. Због њихове унутрашње крхкости, готово ништа није преживело — ни теписи ни фрагменти — од антике до касног средњег века.
Традиционално, од давнина, теписи су коришћени у Јерменији за покривање подова, украшавање унутрашњих зидова, софа, столица, кревета и столова. До сада су теписи често служили као улазни велови, украси црквених олтара и ризнице. Почевши да се развија у Јерменији као део свакодневног живота, ткање ћилима је било неопходно у свакој јерменској породици, а израда тепиха и ћилима су били готово женско занимање. Јерменски ћилими су јединствени „текстови“ састављени од орнамената у којима свети симболи одражавају веровања и верске представе древних предака Јермена који су допирали до нас из дубине векова. Јерменски ткалци ћилима су стриктно сачували традицију. Имитација и представљање једног те истог орнамента-идеограма у неограниченом броју варијација стилова и боја садржи основу за стварање сваког новог јерменског тепиха. У том односу, карактеристична особина јерменских ћилима је тријумф варијабилности орнамената која је увећана широким спектром природних боја и нијанси.

## Етимологија речи "тепих" на јерменском и другим језицима
Јерменске речи за тепих су „ карпет “  или " горг ". Иако су обе речи на јерменском синоними, реч "тепих" се углавном користи за тепихе без гомиле, а "горг" је за тепих од гомиле.
Два најчешће коришћена термина за означавање тканих вунених подних облога потичу директно из јерменског искуства: тепих и кали/кхали. Термин "каперт" (կապերտ), формиран од корена "кап" ( կապ ) што значи „чвор“,  касније ће постати „тепих“ ( կարպետ ) у колоквијалном јерменском, користи се у јерменском преводу Библије из 5. века ( Матеј 9:16 и Марко 2:21). Претпоставља се да је реч "тепих" ушла у француски ( carpette ) и енглески (carpet) у 13. веку (преко средњовековног латинског carpita, што значи „дебела вунена тканина“)  као последица трговине ћилимима преко лучких градова јерменског краљевства Киликије. Франческо Балдучи Пеголоти, фирентински трговац стациониран на Кипру, известио је у својој La pratica della mercatura да су од 1274. до 1330. године теписи (каперти) увезени из јерменских градова Ајаса и Сиса у Фиренцу.
Јерменска реч „горг“ ( Armenian   ) се први пут помиње у писаним изворима у 13. веку. Ова реч („горг“) налази се на натпису који је исклесан у каменом зиду Каптаванске цркве у Арцаху ( Карабах ) и датована је у 1242—1243.  Григор Капантјан, професор јерменологије, сматрао је да је јерменски „горг“ ( Armenian   ) је дериват хетитско-јерменског речника, где је постојао у облицима „коорк“ и „кооркас“. Едгар Х. Стуртевант, стручњак за хетитске студије, објашњава етимологију речи „коорк“/„кооркас“ као „коњско платно“.
Што се тиче персијског „кали“, који је у турски ушао као „кали“ или као „кхали“ у Анадолији, отомански турски и јерменски,  оно потиче од града Теодосиополис-Карин-Ерзерум, познатог Арапима као Кали-кала од јерменског „Карнои к'агхак“, „града Карина“. Сам назив Ерзерум, као што је познато, је јерменског порекла из употребе Артзен ар-Рум. Овај последњи термин настао је након што су Селџуци 1041. године уништили важан јерменски трговачки центар Артзен, 15 километара источно од Теодосиополоса-Карина, након чега су становници побегли у Карин, тада у Рум, односно на византијској територији, преименујући га у Артзен у Рум или Арзерум/Ерзурум.

## Етикета јерменског тепиха у западном свету
Ознака "јерменски тепих" на енглеском језику постоји од 1850-их. Појавио се у западним научним радовима у другој половини 19. века, као што је потврђено у списима аустријског историчара уметности Алојза Ригла, који је поменуо јерменски тепих настао 1202.

## Историја
Уметност јерменског ткања тепиха и тепиха има своје корене у древним временима. Међутим, због крхке природе тепиха, сачувано је врло мало примерака. Из античког (претхришћанског) периода откривен је само један примерак, а из раног средњег века постоји релативно мали број примерака који се налазе у приватним колекцијама, као иу разним музејима широм света.
„Сложена историја јерменског ткања и рукотворина одиграна је на Блиском истоку, огромном, древном и етнички разноликом региону. Мало је људи који се, попут Јермена, могу похвалити континуираним и доследним записима о производњи финог текстила од 1. миленијума пре нове ере до данас. Јермени су данас благословени разноврсношћу текста и богатством њених стихова. а ипак су оптерећени притиском да одрже у животу традицију скоро уништену у геноциду над Јерменима 1915. године и поткопану технологијом која осуђује ручно рађене тканине на музеје и дозвољава машинама да производе савршену, али беживотну тканину; 

### Рана историја
У Јерменији су ископани разни фрагменти тепиха који датирају из 7. века пре нове ере или раније. Комплетни ћилими, или скоро потпуни ћилими овог периода, још нису пронађени. Најстарији, појединачни сачувани тепих са чворовима који постоји је тепих Пазирик, ископан из смрзнуте гробнице у Сибиру, датира од 5. до 3. века пре нове ере, који се данас налази у Музеју Ермитаж у Санкт Петербургу. Иако тврде многе културе, овај четвртасти тепих са тафтом, скоро савршено нетакнут, многи стручњаци сматрају кавкаским, посебно јерменским пореклом. Ћилим је ткан помоћу јерменског двоструког чвора, а црвена филаментна боја је направљена од јерменског кохенила . Угледни ауторитет древних ћилима, Улрих Шурман, каже о томе: „Из свих доступних доказа уверен сам да је тепих из Пазирик био погребни додатак и највероватније ремек дело јерменске израде“. Гантзхорн се слаже са овом тезом. На рушевинама Персепоља у Ирану, где су различити народи приказани како одају почаст, дизајн коња са тепиха Пазирик је исти као и рељеф који приказује део јерменске делегације. Историчар Херодот који је писао у 5. веку пре нове ере такође нас обавештава да су становници Кавказа ткали прелепе ћилиме блиставих боја које никада неће избледети.

### Хришћански период
Осим тепиха Пазирик, након што се Јерменија прогласила за прву хришћанску државу 301. године нове ере, израда тепиха је попримила изразито хришћанску уметничку форму и идентитет. У средњем веку, Јерменија је била главни извозник тепиха у тако далека места попут Кине. У многим средњовековним кинеским уметничким делима, на пример, приказани су теписи на којима су дизајни били типично као јерменски теписи, а неки чак приказују јасне хришћанске крстове. Уметност јерменског ћилима током овог периода еволуирала је упоредо са јерменском црквеном архитектуром, јерменским укрштеним камењем и илуминираним рукописима, са типичним мотивима тепиха користећи исте елементе ових дизајна. Круциформа са својим варијацијама на крају ће доминирати јерменским дизајном тепиха.

### Јерменски геноцид
У периоду геноцида над Јерменима од 1894. до 1923. дошло је до демографске промене у досадашњој јерменској традицији ћилима и ћилима у Анадолији (Западна Јерменија као и Турска). Иако су ћилими из овог региона успоставили комерцијални назив „турски ћилим“, постоје докази који сугеришу да су већина ткаља у Османском царству били Јермени. Међутим, после 1923. године, израда тепиха у новооснованој турској републици је погрешно проглашена „историјски турским занатом“, како то тврди, на пример, Музеј турске и исламске уметности где су многи јерменски ћилими приказани као „турска или исламска уметност“.
Током геноцида, поред катастрофалног губитка многих стручњака за ткање тепиха, хиљаде јерменске деце је такође остало сирочад, а помоћ Блиског истока је спасила многу од ове деце, од којих су нека завршила у северном делу Бејрута, где ће бити основана фабрика ћилима под вођством др Џејкоба Куензлера, из СПЦ. Ова фабрика је основана ради подучавања младих сирочади (углавном девојчица) ткању ћилима, како би касније у одраслом животу могли да зарађују за живот. Тако су у овој фабрици за кратко време настајали "ћилими сирочад", од којих је најпознатији поклонио Белој кући 1925. године, као гест захвалности и добре воље према америчком народу од сирочади. Познат као јерменски тепих сирочад, ћилим приказује библијски врт у Едену са разним животињама и симболима и димензија 12 стопа са 18 стопа са 4 милиона чворова. За овај тепих се каже да је направило 400 сирочади у периоду од 18 месеци од 1924. до 1925.

### Совјетски период
Након што је краткотрајна република Јерменија пала под совјетску власт 1920. иу кратком периоду, производња тепиха на Кавказу, као иу Централној Азији, добила је нови заокрет. Совјетски Савез је комерцијализовао трговину и спонзорисао већи део производње. Тако је израда ћилима прешла од углавном домаћег заната до претежно трговачког заната. Међутим, у руралним областима традиција израде ћилима у неким породицама се наставила. Иако су комерцијални произвођачи тепиха углавном били слободни да се баве својом уметношћу, религиозне теме су биле обесхрабрене. Током овог периода, дизајни на јерменским ћилимима су се такође донекле променили, иако је укупан карактер остао. Произведени су и многи "совјетски теписи" који су приказивали комунистичке вође.

### Модерно доба
Са падом Совјетског Савеза, производња тепиха у Јерменији и Нагорно-Карабаху се наставила. Поново су оживеле приватне фирме као и кућне радионице. Међу неким ткаљама, оживео је и традиционални начин коришћења мотива ћилима из јерменских цркава, рукописне уметности и укрштених камена. После првог рата у Нагорно-Карабаху формиране су неке радионице за израду тепиха како би помогли многим расељеним Јерменима да пронађу посао. Данас традиционалну уметност јерменског ћилима одржавају у животу ткалци у Јерменији и Нагорно-Карабаху користећи све методе, технике и дизајне из античких времена. Ово је изванредно с обзиром на историју Јерменије. Људи јерменског порекла који живе у другим земљама такође настављају традицију, као што је Американац Јермен Храч Козибејокијан, научник и трећа генерација ткаља који организује изложбе фокусиране на традицију јерменског тепиха.

## Развој јерменског тепиха
Јерменско ћилимарство које се у почетном периоду поклапало са ткањем сукна по техници извођења, прошло је дуг пут развоја, почевши од једноставних тканина, које су ткане на плетеницама различитих облика, до гомиластих ћилимова са чворовима који су постали раскошна и фина уметничка дела.
Ткање ћилима је историјски главна традиционална професија за већину јерменских жена, укључујући многе јерменске породице. Ту су били и истакнути карабашки ткалци ћилима. Најстарији постојећи јерменски тепих из региона, који се током средњег века називао Арцах, потиче из села Банантс (близу Гандзака ) и датира из раног 13. века. Први пут да је јерменска реч за тепих, горг, коришћена у историјским изворима, био је у јерменском натпису 1242-1243 на зиду Каптаванске цркве у Арцаху.
Историчар уметности Хравард Хакобјан примећује да „арцашки теписи заузимају посебно место у историји јерменског ћилимарства“. Уобичајене теме и узорци пронађени на јерменским ћилимима били су прикази змајева и орлова. Били су разнолики по стилу, богати колоритом и орнаменталним мотивима, па чак и подељени у категорије у зависности од тога какве животиње су на њима приказане, као што су артсвагоргс (орлови ћилими), вишапагорги (змајеви ћилими) и отсагорги (змијини ћилими). Ћилим који се помиње у натписима на Каптавану састављен је од три лука, „прекривена вегетативним орнаментима“, и има уметничку сличност са илуминираним рукописима произведеним у Арцаху.
Уметност ткања ћилима је такође била блиско повезана са прављењем завеса, о чему сведочи одломак Киракоса Ганџакеција, јерменског историчара из 13. века из Арцаха, који је хвалио Арзу-Кхатун, жену регионалног принца Вахтанга Хаченација, и њене ћерке за њихову стручност и стручност.
Јерменски ћилими били су познати и по странцима који су путовали у Арцах; арапски географ и историчар Ал-Масуди приметио је да, између осталих уметничких дела, никада у животу није видео такве тепихе на другим местима.
По мишљењу разних аутора да порекло оријенталних ћилима није имало везе са номадским племенима и средњом Азијом. Они сматрају да „оријентални тепих није ни номадског порекла, нити његово порекло лежи у централној Азији; он је производ древних оријенталних цивилизација у Јерменској висоравни на раскрсници најстаријих трговачких путева између запада, севера и југа“.
Развој тепиха и ћилима у Јерменији био је најнужнија потреба коју су диктирали климатски услови комплетног јерменског висоравни . Врста, величина и дебљина тепиха и ћилима су такође зависили од климе сваког специфичног региона на територији Јерменске висоравни. Куће за становање и друге зграде у Јерменији биле су изграђене искључиво од камена или су традиционално исклесане у стенама без дрвеног пода. Ову чињеницу су доказали резултати ископавања у средњовековним јерменским градовима, као што су Двин, Артасхат, Ани и други. У Јерменији су постојали неопходни извори сировина, укључујући вунено предиво и друга влакна, као и природне боје . Најраспрострањенија сировина за производњу предива за ћилиме и ћилиме била је овчја вуна, као и козја вуна, свила, лан, памук и др.
У 13. и 14. веку, када је ћилимарство почело да се развија на Блиском истоку, Јерменија је „била један од најпродуктивнијих региона“ у том погледу. То је било условљено постојањем „квалитетне вуне, чисте воде и боја“.
Један од најважнијих услова за развој ћилимарства и ћилимарства била је доступност градова у којима би се уметност и занати могли развијати. Ови градови и места су такође служили као велики комерцијални центри смештени на главним древним трговачким путевима који су пролазили поред Јерменског висоравни, укључујући и један од огранака Пута свиле који је пролазио преко Јерменије.
Абд ар-Рашид ал-Бакуви је написао да се „теписи и ас-залали који се називају „кали” извозе из Каликале (Карин) која се налазила на стратешком путу између Персије и Европе. Према арапском географу из 13. века Јакуту ал-Хамавију, порекло речи кали, а кхалитед тепих је од једног важног јерменског тепиха и раног јерменског тепиха из 13. века. центре, Теодосиополис, Карин на јерменском, Каликала на арапском, модерни Ерзерум Он каже: „А Каликала он фабрикуе дес тапис ку'он номме кали ду ном абреге де ла вилле   Орбели пише директно из Јерменије.
Између опипљиве стварности пазирикског тепиха и монголске доминације Блиским истоком у 13. веку практично ништа није преживело, чак ни фрагменти. Наше знање о оријенталним ћилимима је у потпуности из књижевних извора. Од тога постоје три категорије: арапски географи и историчари, који представљају најважније сведоке ћилимарства, италијански трговци и путници и јерменски историчари. Најчешћи термин за ове блискоисточне подне и зидне облоге у овим изворима су јерменски теписи или теписи из Јерменије. Тек касније, када су Османлије освојиле ове области, укључујући и све јерменске у 16. веку, почео је да се користи термин турски тепих, али је и он у 19. веку замењен термином персијски тепих или ћилим јер су велики трговачки агенти Енглеске, САД и Немачке почели да постављају разбоје за квантитативно снабдевање ћилимима у све већој потражњи у Ирану.
Средњовековни арапски извори – Ел Баладури ( персијски историчар из 9. века), Ибн Хавкал ( арапски писац, географ и хроничар из 10. века), Јакут (арапски географ из 13. века) и Ибн Кхалдун (из 14. века) говоре о најчувенијим арапским пољима о најчувенијим арапским полиматима из 14. века. Кали-кала и средњовековне јерменске престонице Двин („Дабил“ у арапским изворима), као и њихову употребу јерменске црвене кошенилне боје познате на јерменском као вордан кармир („црвоцрвено“), основне боје многих јерменских ћилима. Марко Поло извештава о свом путописном извештају док је пролазио кроз Киликијску Јерменију: „О Туркменији се може рећи следеће: Туркменско становништво је подељено у три групе. Туркомани су муслимани које карактерише веома једноставан начин живота и изузетно груб говор. Живе у планинским пределима и узгајају стоку. Њихови коњи и њихове истакнуте мазге се држе у другим групама Грчке, а друге две групе живе у Јерменији, а у двема великим групама живе. живе пре свега од трговине и као занатлије, ненадмашне и раскошније боје него било где у свету, ту се производе и свиле у свим бојама, о којима би се лако могло рећи много више.
Према арапском географу из 13. века Јакуту ал-Хамавију, порекло речи кали/кхали/хали, чвораног тепиха, потиче из једног од раних и важних јерменских центара тепиха, Теодозиополиса, Карин на јерменском, Каликала на арапском, модерног Ерзерума. Он каже: "А Каликала он фабрикуе дес тапис ку'он номме кали ду ном абреге де ла вилле".  Академик Џозеф Орбели директно пише да је реч „тепих” јерменског порекла.

## Произвођачи тепиха у Јерменији
Од 2016. на територији Јерменије послује 5 фирми за производњу тепиха: 
- Arm Carpet, Јереван, од 1924 (приватизован 2002).
- Yengoyan Carpets, Кармигју, провинција Гехаркуник, од 1958. (приватизовано 1996.).
- Jrashogh Ijevan Carpets, Иџеван, Тавушка област, од 1959. године.
- Tufenkian Artisan Carpets (ручно рађени теписи), Јереван, од 1994.
- Megerian Carpets (ручно рађени теписи), Јереван, од 2000.

Karabakh carpet (ручно рађени теписи) ради од 2013. године у Степанакерту, главном граду самопроглашене Републике Арцак .

## Галерија
- Јерменске девојке, ткају ћилиме у Вану, 1907, Османско царство
- Јерменски украс за тепих.
- Јерменски тепих са животињом
- Јерменски тепих са змајем у Карабаху
- Јерменски тепих у Шираку
- Јерменски ћилим из 19. века из Севана
- Јерменски ћилим у Иџевану
- Јерменски тепих у Нахчивану